# Métropole européenne de Lille
De Métropole européenne de Lille, afgekort MEL, Frans voor: Europese metropool Rijsel, tot 1 januari 2015 officieel Lille Métropole Communauté urbaine, afgekort LMCU, is een samenwerkingsverband tussen 95 gemeenten in het noorden van Frankrijk tegen de grens met België aan. De intercommunale valt samen met de gemeenten die de agglomeratie van de Noord-Franse stad Rijsel vormen. Behalve Rijsel zijn Tourcoing, Roubaix en Villeneuve-d'Ascq de belangrijkste deelnemende steden. De hoofdzetel bevindt zich in Rijsel. 
De intercommunale werd in 1967 opgericht onder mede op initiatief van de toenmalige burgemeester van Rijsel Augustin Laurent, de eerste voorzitter. Het waren eerst 89 gemeenten, maar door fusies werd dit tot 85 gereduceerd. Door uitbreidingen in 2017 en 2020 groeide dit aantal tot 95. Het volledige gebied is 672 km² groot, telde in 2021 ongeveer 1,2 miljoen inwoners en is daarmee na Parijs, Marseille en Lyon de op drie na grootste agglomeratie van Frankrijk.
De bedoeling is om organisatorisch de gemeentelijke grenzen te overschrijden, samen projecten te realiseren en als een grote agglomeratie naar buiten te treden. De samenwerking spitst zich toe op verstedelijking, verkeersafwikkeling, openbaar vervoer en nutsvoorzieningen.
Het openbaarvervoersnetwerk van de Ilévia en het Stade Pierre-Mauroy zijn belangrijk voor de infrastructuur.

## Samenwerking
Er begon vanaf 1991 een samenwerking met bestaande intercommunales in het zuiden van België. De Grensoverschrijdende Permanente Conferentie van Intercommunales (GPCI) bestond eerst uit de Leiedal (Kortrijk); WVI, (Roeselare); IEG, Moeskroen; IDETA, (Doornik) en de LMCU zelf. Deze samenwerking werd vanaf 2008 uitgebreid met de overkoepelende provinciale, regionale en gewestelijke besturen uit Frankrijk en België.
Het samenwerkingsverband ging verder onder de naam Eurometropool Rijsel-Kortrijk-Doornik, de eerst opgerichte Europese Groepering voor Territoriale Samenwerking in Europa. Pierre Mauroy was de stichtend voorzitter. Het voorzitterschap kwam nadien afwisselend in handen van Martine Aubry en Rudy Demotte.

## Bevoegdheden
De Métropole européenne de Lille heeft de volgende bevoegdheden:
- Ruimtelijke ordening: Rijsel Metropool staat in voor het ruimtelijk beleid binnen de Rijselse agglomeratie
- Cultuur: culturele evenementen, conservatoria en dergelijke vallen binnen de bevoegdheid van de intercommunale
- Afvalophaling -en verwerking
- Waterdistributie en waterzuivering
- Duurzame ontwikkeling
- Economie en werkgelegenheid
- Het onderhoud van publieke ruimtes en de openbare weg
- Europa en internationale samenwerking: Europese projecten, Eurometropool Rijsel-Kortrijk-Doornik enzovoorts
- Wonen en huisvesting
- Natuurbehoud
- Sport: organisatie van grote sportevenementen, ondersteuning van sportverenigingen en dergelijke
- Toerisme
- Transport en mobiliteit: beheer van de metro, tram -en busnetwerken door de Ilévia en het beheer van wegen

## Transport
Het openbaar vervoer binnen de Métropole européenne de Lille wordt verzorgd door Ilévia. De naam van deze organisatie was tot 1994 TCC en daarna tot 2019 Transpole. De Ilévia beheert de busdiensten, tram en metro binnen de agglomeratie.

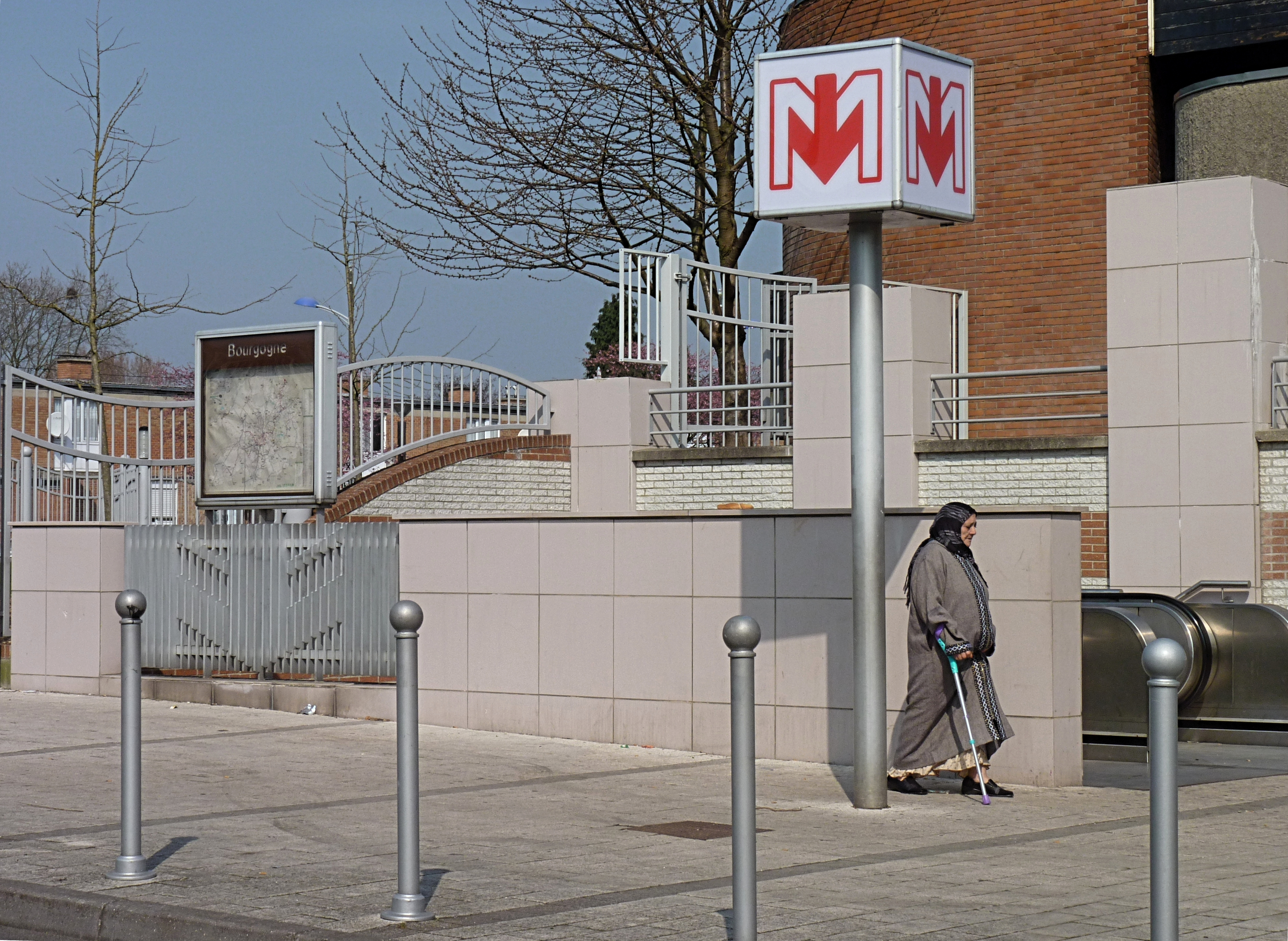
Metrostation Bourgogne in Tourcoing

## Voorzitters LCMU/MEL
- 1967 - 1971: Augustin Laurent (socialist), burgemeester van Rijsel 1955-1973
- 1971 - 1989: Arthur Notebart (PS), burgemeester van Lomme 1947-1990
- 1989 - 2008: Pierre Mauroy (PS), burgemeester van Rijsel 1973-2001
- 2008 - 2014: Martine Aubry (PS), burgemeester van Rijsel, sinds 2001
- 2014 - heden: Damien Castelain, burgemeester van Péronne-en-Mélantois, sinds 1998

De raad van de MEL telt 170 leden en is samengesteld naar grootte van de deelnemende gemeenten en politieke fracties.

## Samenstelling
De Métropole européenne de Lille bestaat uit de volgende 95 deelnemende gemeenten:
- Allennes-les-Marais
- Annœullin
- Anstaing
- Armentières
- Aubers
- Baisieux
- La Bassée
- Bauvin
- Beaucamps-Ligny
- Bois-Grenier
- Bondues
- Bousbecque
- Bouvines
- Capinghem
- Carnin
- La Chapelle-d'Armentières
- Chéreng
- Croix
- Deûlémont
- Don
- Emmerin
- Englos
- Ennetières-en-Weppes
- Erquinghem-le-Sec
- Erquinghem-Lys
- Escobecques
- Faches-Thumesnil
- Forest-sur-Marque
- Fournes-en-Weppes
- Frelinghien
- Fretin
- Fromelles
- Gruson
- Hallennes-lez-Haubourdin
- Halluin
- Hantay
- Haubourdin
- Hem
- Herlies
- Houplin-Ancoisne
- Houplines
- Illies
- Komen
- Lambersart
- Lannoy
- Leers
- Lesquin
- Lezennes
- Linselles
- Lompret
- Loos
- Lys-lez-Lannoy
- La Madeleine
- Le Maisnil
- Marcq-en-Barœul
- Marquette-lez-Lille
- Marquillies
- Mons-en-Barœul
- Mouvaux
- Neuville-en-Ferrain
- Noyelles-lès-Seclin
- Pérenchies
- Péronne-en-Mélantois
- Prémesques
- Provin
- Quesnoy-sur-Deûle
- Radinghem-en-Weppes
- Rijsel (Lille)
- Ronchin
- Roncq
- Roubaix
- Sailly-lez-Lannoy
- Sainghin-en-Mélantois
- Sainghin-en-Weppes
- Saint-André-lez-Lille
- Salomé
- Santes
- Seclin
- Sequedin
- Templemars
- Toufflers
- Tourcoing
- Tressin
- Vendeville
- Verlinghem
- Villeneuve-d'Ascq
- Waasten
- Wambrechies
- Wasquehal
- Wattignies
- Wattrelos
- Wavrin
- Wervicq-Sud
- Wicres
- Willems

Allennes-les-Marais · Annœullin · Anstaing · Armentières · Aubers · Baisieux · La Bassée · Bauvin · Beaucamps-Ligny · Bois-Grenier · Bondues · Bousbecque · Bouvines · Capinghem· Carnin · La Chapelle-d'Armentières · Chéreng · Croix · Deûlémont · Don · Emmerin · Englos · Ennetières-en-Weppes · Erquinghem-le-Sec · Erquinghem-Lys · Escobecques · Faches-Thumesnil · Forest-sur-Marque · Fournes-en-Weppes · Frelinghien · Fretin · Fromelles · Gruson · Hallennes-lez-Haubourdin · Halluin · Hantay · Haubourdin · Hem · Herlies · Houplin-Ancoisne · Houplines · Illies · Komen · Lambersart · Lannoy · Leers · Lesquin · Lezennes · Linselles · Lompret · Loos · Lys-lez-Lannoy · La Madeleine · Le Maisnil · Marcq-en-Barœul · Marquette-lez-Lille · Marquillies · Mons-en-Barœul · Mouvaux · Neuville-en-Ferrain · Noyelles-lès-Seclin · Pérenchies · Péronne-en-Mélantois · Prémesques · Provin · Quesnoy-sur-Deûle · Radinghem-en-Weppes · Rijsel (Lille) · Ronchin · Roncq · Roubaix · Sailly-lez-Lannoy · Sainghin-en-Mélantois · Sainghin-en-Weppes · Saint-André-lez-Lille · Salomé · Santes · Seclin · Sequedin · Templemars · Toufflers · Tourcoing · Tressin · Vendeville · Verlinghem · Villeneuve-d'Ascq · Wambrechies · Warneton · Wasquehal · Wattignies · Wattrelos · Wavrin · Wervicq-Sud · Wicres · Willems